# Nils-Gustaf Stahre
Nils-Gustaf Stahre, född 7 februari 1916 i Maria Magdalena församling, Stockholm, död 6 februari 2008 i Lidingö församling, Stockholms län, var docent i nordiska språk.
Han var docent vid Stockholms universitet och räknades till en av Sveriges främsta experter på ortnamn. För allmänheten har han blivit känd för boken Stockholms gatunamn som han skrev tillsammans med Per Anders Fogelström.

## Biografi
Stahre avlade studentexamen 1935. Samma år skrevs han in vid Stockholms högskola. År 1952 disputerade han på avhandlingen ”Stångskäret, Kåksna och Kummelberget. Studier över ortnamn från Stockholms skärgård”. År 1953 blev han filosofie doktor och 1954 docent. Mellan 1960 och fram till sin pensionering 1980 var han ordinarie universitetslektor i nordiska språk. I nästan tio år var han tillförordnad professor. Han var gift med Ulla Stahre, född Norman (1917–2008). 
Vid sidan om sina lärartjänster var Stahre knuten till Stockholms namnberedning (Stockholms byggnadsnämnds namnberedning), först som sekreterare (från 1958) och sedan som ledamot (1984–1995). Han var en av författarna till det stora verket Stockholms gatunamn, där han huvudsakligen ansvarade för de språkvetenskapliga avsnitten.
Nils-Gustaf Stahre är begravd på Brännkyrka kyrkogård.

## Publikationer
- Stockholms gatunamn (1983 första utgåva), tillsammans med Per Anders Fogelström.
- Ortnamn i Stockholms skärgård (1986 första utgåva).